# Долена
Долена (словен. Dolena) — поселення в общині Видем, Подравський регіон‎, Словенія.